# Ján Saga
Ján Saga (* 22. září 1934) je bývalý slovenský fotbalový obránce.

## Hráčská kariéra
V československé lize hrál za Dynamo Žilina, aniž by skóroval. Za Dynamo Žilina nastoupil ve finále 1. ročníku Československého poháru (1960/61) proti Dukle Praha, které se hrálo až v neděli 3. prosince 1961 na Stadionu Míru v Olomouci a pražská Dukla zvítězila 3:0 (poločas 3:0). Jelikož však jako úřadující mistr ligy startovala v Poháru mistrů evropských zemí (1961/62), československou účast ve 2. ročníku Pohár vítězů pohárů (1961/62) tak obstaral poražený finalista ze Žiliny.

### Evropské poháry
Za Dynamo Žilina odehrál všechna čtyři utkání v Poháru vítězů pohárů v sezoně 1961/62, branku v nich nevstřelil.

### Prvoligová bilance
| Ročník             | Zápasy | Góly | Minuty | Klub              |
| ------------------ | ------ | ---- | ------ | ----------------- |
| I. liga 1956       | 11     | 0    | 990    | DŠO Dynamo Žilina |
| I. liga 1958/59    | 22     | 0    | 1 855  | TJ Dynamo Žilina  |
| I. liga 1961/62    | 18     | 0    | 1 277  | TJ Dynamo Žilina  |
| CELKEM I. ČS. LIGA | 51     | 0    | 4 122  |                   |